# 김지아 (1983년)
김지아(본명: 김동희1983년 10월 29일 ~ )는 대한민국의 배우이다. 2004년 MBC 어린이 예능 프로그램 《뽀뽀뽀》의 뽀미 언니 역을 통해 공식 데뷔했다.

## 학력
- 중앙대학교 연극영화학과

## 출연 작품

### 어린이 예능
| 연도                | 방송사 | 제목   | 역할         | 배역 |
| ------------------- | ------ | ------ | ------------ | ---- |
| 2004년 ~ 2006년 7월 | MBC    | 뽀뽀뽀 | 뽀미 언니 역 | 진행 |